# Bingo - Senti chi abbaia
Bingo - Senti chi abbaia (Bingo) è un film statunitense del 1991 diretto da Matthew Robbins e interpretato da Robert J. Steinmiller Jr., Cindy Williams, David Rasche, David French e Kevin McNulty.